# Kaloula
Genre
Synonymes
- Hyladactylus Tschudi, 1838
- Plectropus Duméril & Bibron, 1841
- Pelida Gistel, 1848
- Holonectes Peters, 1863
- Cacopoides Barbour, 1908

Kaloula est un genre d'amphibiens de la famille des Microhylidae.

## Répartition
Les 17 espèces de ce genre se rencontrent en Asie du Sud, en Asie de l'Est et en Asie du Sud-Est.

## Liste des espèces
Selon Amphibian Species of the World (4 avril 2020) :
- Kaloula assamensis Das, Sengupta, Ahmed & Dutta, 2005
- Kaloula aureata Nutphand, 1989
- Kaloula baleata (Müller, 1836)
- Kaloula borealis (Barbour, 1908)
- Kaloula conjuncta (Peters, 1863)
- Kaloula ghoshi Cherchi, 1954
- Kaloula indochinensis Chan, Blackburn, Murphy, Stuart, Emmett, Ho & Brown, 2013
- Kaloula kalingensis Taylor, 1922
- Kaloula kokacii Ross & Gonzales, 1992
- Kaloula latidisca Chan, Grismer & Brown, 2014
- Kaloula mediolineata Smith, 1917
- Kaloula meridionalis Inger, 1954
- Kaloula nonggangensis Mo, Zhang, Zhou, Chen, Tang, Meng & Chen, 2013
- Kaloula picta (Duméril & Bibron, 1841)
- Kaloula pulchra Gray, 1831
- Kaloula rigida Taylor, 1922
- Kaloula rugifera Stejneger, 1924
- Kaloula verrucosa Boulenger, 1904
- Kaloula walteri Diesmos, Brown & Alcala, 2002

## Taxinomie
Les genres Hyladactylus et Plectropus ont été placés en synonymie avec Kaloula par Steindachner en 1867, Holonectes par Cope en 1867 et Cacopoides par Barbour en 1909.

## Publication originale
- Gray, 1831 : Description of two new genera of Frogs discovered by John Reeves, Esq. in China. The Zoological Miscellany, vol. 1, p. 38 (texte intégral).